# Turuchansk
Turuchansk (ros. Туруханск) – wieś w Rosji, w zachodniej Syberii, w Kraju Krasnojarskim, siedziba administracyjna rejonu turuchanskiego.
Ludność 4800 osób (2002).
Założona jako osada zimowa w 1607 nad brzegiem Jeniseju (obecnie rzeka ta jest oddalona od osady). W związku z powolnym upadkiem Mangaziei od 1619 zamieszkana na stałe i rozrastająca się. W 1662 przeprowadzono tu garnizon, władze i ludność z opuszczonej Mangaziei, od tego czasu było to spore miasto i stolica województwa, nazwana Nową Mangazieją. W 1780 miasto uzyskało dzisiejszą nazwę. W 1785 zostało miastem powiatowym. Centrum handlowe, zwłaszcza handlu futrami, siedziba dużego jarmarku. W drugiej połowie XIX w. szybki upadek, tak że w 1897 mieszkało tu tylko 200 mieszkańców.
Turuchansk i Kraj Turuchański stał się wówczas miejscem zesłania. Karę tę odbywali tu m.in.:
- Władimir Burcew
- Julij Martow (1896)
- Boris Kamkow
- Aleksandr Helphand (Parvus) (1906)
- Józef Stalin
- Jakow Swierdłow (1913–1917)

W czasach ZSRR przebywała tu
- Ariadna Efron, córka Mariny Cwietajewej